# Copa Ecuador 2018-19
La Copa Ecuador 2018-19, también conocida como la «Copa de la FEF», fue la primera edición de la Copa Ecuador. Inició el 10 de noviembre de 2018 y finalizó el 16 de noviembre de 2019. El torneo es organizado por la Federación Ecuatoriana de Fútbol y participaron clubes de Serie A, Serie B, Segunda Categoría y Fútbol Amateur.
Liga Deportiva Universitaria se proclamó campeón por primera vez en su historia tras vencer a Delfín en la final con un global de 3-3 con la regla del gol de visitante.

## Sistema de competición
El torneo contó con 48 equipos participantes: los 16 de Serie A 2019, los 10 de Serie B 2019, los 20 campeones provinciales de Segunda Categoría 2018, 2 invitados de Segunda Categoría y los 2 mejores (campeón y subcampeón) del Fútbol Amateur 2018.
En la primera fase (24 equipos), los 20 equipos de Segunda Categoría, los 2 equipos invitados y los 2 equipos del Fútbol Amateur fueron emparejados de acuerdo a su ubicación geográfica en 12 llaves, jugando bajo el sistema de eliminación directa en partidos de ida y vuelta. Los 12 ganadores de las llaves clasificaron a la segunda fase.
En la segunda fase (12 equipos), los 12 equipos clasificados de la primera fase fueron emparejados por sorteo en 6 llaves, jugando bajo el sistema de eliminación directa en partidos de ida y vuelta. Los 6 ganadores de las llaves clasificaron a la tercera fase.
En la tercera fase (32 equipos), los 16 equipos de Serie A y los 10 equipos de Serie B se unieron a los 6 equipos clasificados de la segunda fase, siendo emparejados por sorteo en 16 llaves. A partir de esta fase se jugaron dieciseisavos, octavos, cuartos, semifinal y final bajo el sistema de eliminación directa en partidos de ida y vuelta, con la única condición de que Barcelona y Emelec solo podían enfrentarse en la final del torneo.
El equipo que quedó campeón clasificó como Ecuador 4 a la Copa Sudamericana 2020. En caso de que el campeón estaba clasificado a la Copa Libertadores 2020 o haya clasificado como Ecuador 1, 2 o 3 a la Copa Sudamericana 2020, el cupo de Ecuador 4 lo obtuvo el subcampeón o el equipo de mejor rendimiento que no estaba clasificado a ningún torneo internacional, considerando hasta las semifinales. De haberse clasificado los 4 equipos que lleguen hasta las semifinales mediante el Campeonato Ecuatoriano de Fútbol Serie A 2019, el cupo es otorgado al equipo de mejor rendimiento de la Serie A, no clasificado a torneos internacionales. También disputará la Supercopa de Ecuador 2020.

### Formato
Los 48 equipos fueron divididos de la siguiente manera en las fases iniciales del torneo.
| Fase                      | Equipos que entran en esta fase | Equipos que provienen de la fase anterior   |
| ------------------------- | --- | ------------------------------------------- |
| Primera fase (24 equipos) | - 20 campeones provinciales de Segunda Categoría 2018 - 2 clubes del Fútbol Amateur 2018 (campeón y subcampeón) - 2 clubes invitados de Segunda Categoría |                                             |
| Segunda fase (12 equipos) | | - 12 clubes clasificados de la primera fase |
| Tercera fase (32 equipos) | - 16 clubes de Serie A 2019 - 10 clubes de Serie B 2019                                                                                                   | - 6 clubes clasificados de la segunda fase  |

### Calendario
Las fases fueron programadas de la siguiente manera por la FEF.
| Fase             | Sorteo                | Ida                                     | Vuelta                             |
| ---------------- | --------------------- | --------------------------------------- | ---------------------------------- |
| Primera fase     | 30 de octubre de 2018 | 10 al 14 de noviembre de 2018           | 16 al 21 de noviembre de 2018      |
| Segunda fase     | 30 de octubre de 2018 | 23 al 28 de noviembre de 2018           | 1 al 5 de diciembre de 2018        |
| Tercera fase     | 2 de abril de 2019    | 24 de abril al 9 de mayo de 2019        | 14 de mayo al 19 de junio de 2019  |
| Octavos de final | 2 de abril de 2019    | 2 al 17 de julio de 2019                | 23 de julio al 8 de agosto de 2019 |
| Cuartos de final | 2 de abril de 2019    | 14 de agosto al 8 de septiembre de 2019 | 18 al 25 de septiembre de 2019     |
| Semifinales      | 2 de abril de 2019    | 2 y 23 de octubre de 2019               | 30 de octubre de 2019              |
| Final            | 2 de abril de 2019    | 10 de noviembre de 2019                 | 16 de noviembre de 2019            |

## Equipos participantes
| Serie A 2018           | Serie A 2018           | Serie A 2018          | Serie A 2018            |
| ---------------------- | ---------------------- | --------------------- | ----------------------- |
| Aucas                  | Barcelona              | Delfín                | Deportivo Cuenca        |
| El Nacional            | Emelec                 | Guayaquil City        | Independiente del Valle |
| Liga de Quito          | Macará                 | Técnico Universitario | Universidad Católica    |
| Serie B 2018           |                        |                       |                         |
| América de Quito       | Atlético Santo Domingo | Clan Juvenil          | Fuerza Amarilla         |
| Gualaceo               | Liga de Loja           | Liga de Portoviejo    | Manta                   |
| Mushuc Runa            | Olmedo                 | Orense                | Santa Rita              |
| Segunda Categoría 2018 |                        |                       |                         |
| Águilas                | Alianza                | América de Ambato     | Anaconda                |
| Atlético Porteño       | Atlético Portoviejo    | Audaz Octubrino       | Brasilia                |
| Chicos Malos           | Deportivo Morona       | Dunamis               | Espoli                  |
| Gloria                 | Imbabura               | Independiente Juniors | Insutec                 |
| Mineros                | San Francisco          | Toreros               | Valle Catamayo          |
| Fútbol Amateur 2018    | Fútbol Amateur 2018    | Clubes Invitados      | Clubes Invitados        |
| San Pedro              | Spartak                | Deportivo Quito       | Everest                 |

### Distribución geográfica de los equipos
| Provincia                                   | N.º equipos |
| ------------------------------------------- | ----------- |
| Provincia de Pichincha                      | 9           |
| Provincia de Guayas                         | 5           |
| Provincia de Manabí                         | 5           |
| Provincia de Tungurahua                     | 4           |
| Provincia de Azuay                          | 3           |
| Provincia de El Oro                         | 3           |
| Provincia de Chimborazo                     | 2           |
| Provincia de Loja                           | 2           |
| Provincia de Los Ríos                       | 2           |
| Provincia de Morona Santiago                | 2           |
| Provincia de Santo Domingo de los Tsáchilas | 2           |
| Provincia de Bolívar                        | 1           |
| Provincia de Cañar                          | 1           |
| Provincia de Carchi                         | 1           |
| Provincia de Cotopaxi                       | 1           |
| Provincia de Esmeraldas                     | 1           |
| Provincia de Imbabura                       | 1           |
| Provincia de Orellana                       | 1           |
| Provincia de Santa Elena                    | 1           |
| Provincia de Sucumbíos                      | 1           |
| Provincia de Napo                           | 0           |
| Provincia de Pastaza                        | 0           |

## Primera fase
Esta fase la disputaron los 20 equipos de Segunda Categoría, los 2 equipos invitados y los 2 equipos del Fútbol Amateur. Se enfrentaron entre el 10 y el 21 de noviembre de 2018 y clasificaron 12 equipos a la segunda fase.

### Zona Oeste
| Fechas                       | Local en la ida | Global | Local en la vuelta   | Ida   | Vuelta | Llave |
| ---------------------------- | --------------- | ------ | -------------------- | ----- | ------ | ----- |
| 10 y 17 de noviembre de 2018 | Águilas         | 1 - 3  | Brasilia             | 0 - 2 | 1 - 1  | E1    |
| 14 y 21 de noviembre de 2018 | Duros del Balón | 0 - 2  | Toreros              | 0 - 1 | 0 - 1  | E2    |
| 11 y 16 de noviembre de 2018 | San Francisco   | 4 - 4  | Audaz Octubrino (v.) | 4 - 3 | 0 - 1  | E3    |
| 10 y 18 de noviembre de 2018 | Valle Catamayo  | 2 - 12 | Gloria               | 1 - 9 | 1 - 3  | E4    |
| 10 y 18 de noviembre de 2018 | Everest         | 2 - 6  | Insutec              | 0 - 3 | 2 - 3  | E5    |
| 14 y 21 de noviembre de 2018 | San Pedro       | 1 - 8  | Atlético Portoviejo  | 0 - 2 | 1 - 6  | E6    |

### Zona Este
| Fechas                       | Local en la ida   | Global         | Local en la vuelta   | Ida   | Vuelta | Llave |
| ---------------------------- | ----------------- | -------------- | -------------------- | ----- | ------ | ----- |
| 10 y 17 de noviembre de 2018 | Dunamis           | 4 - 3          | Chicos Malos         | 3 - 1 | 1 - 2  | E7    |
| 10 y 18 de noviembre de 2018 | Espoli            | 2 - 2 (3:4 p.) | Anaconda             | 2 - 0 | 0 - 2  | E8    |
| 14 y 21 de noviembre de 2018 | Alianza Cotopaxi  | 5 - 4          | Imbabura             | 3 - 0 | 2 - 4  | E9    |
| 10 y 18 de noviembre de 2018 | Alianza           | 6 - 1          | Deportivo Morona     | 2 - 0 | 4 - 1  | E10   |
| 11 y 18 de noviembre de 2018 | América de Ambato | 2 - 2          | Deportivo Quito (v.) | 2 - 1 | 0 - 1  | E11   |
| 10 y 18 de noviembre de 2018 | Mineros           | 4 - 0          | Spartak              | 2 - 0 | 2 - 0  | E12   |

## Segunda fase
Esta fase la disputaron los 12 equipos clasificados de la primera fase. Se enfrentaron entre el 23 de noviembre y el 5 de diciembre de 2018 y clasificaron 6 equipos a la tercera fase.

### Zona Oeste
| Fechas                                   | Local en la ida | Global         | Local en la vuelta  | Ida   | Vuelta | Llave |
| ---------------------------------------- | --------------- | -------------- | ------------------- | ----- | ------ | ----- |
| 25 de noviembre y 2 de diciembre de 2018 | Brasilia        | 0 - 1          | Toreros             | 0 - 0 | 0 - 1  | C1    |
| 23 de noviembre y 1 de diciembre de 2018 | Audaz Octubrino | 3 - 3 (6:7 p.) | Gloria              | 2 - 1 | 1 - 2  | C2    |
| 28 de noviembre y 5 de diciembre de 2018 | Insutec         | 6 - 3          | Atlético Portoviejo | 4 - 3 | 2 - 0  | C3    |

### Zona Este
| Fechas                                   | Local en la ida  | Global | Local en la vuelta | Ida   | Vuelta | Llave |
| ---------------------------------------- | ---------------- | ------ | ------------------ | ----- | ------ | ----- |
| 25 de noviembre y 2 de diciembre de 2018 | Anaconda         | 5 - 2  | Dunamis            | 3 - 1 | 2 - 1  | C4    |
| 28 de noviembre y 5 de diciembre de 2018 | Alianza Cotopaxi | 1 - 5  | Alianza            | 1 - 3 | 0 - 2  | C5    |
| 25 de noviembre y 2 de diciembre de 2018 | Deportivo Quito  | 3 - 1  | Mineros            | 2 - 0 | 1 - 1  | C6    |

## Fases finales
El cuadro final lo disputaron los 32 equipos clasificados a la tercera fase. El sorteo se llevó a cabo el martes 2 de abril de 2019.

### Cuadro final
|  | Dieciseisavos de final             | Dieciseisavos de final             | Dieciseisavos de final             | Dieciseisavos de final             |   |                       | Octavos de final                  | Octavos de final                  | Octavos de final                  | Octavos de final                  |  |                | Cuartos de final                         | Cuartos de final                         | Cuartos de final                         | Cuartos de final                         |  |             | Semifinales                | Semifinales                | Semifinales                | Semifinales                |  |        | Final                        | Final                        | Final                        | Final                        |  |
|  | 24 de abril al 19 de junio de 2019 | 24 de abril al 19 de junio de 2019 | 24 de abril al 19 de junio de 2019 | 24 de abril al 19 de junio de 2019 |   |                       | 2 de julio al 8 de agosto de 2019 | 2 de julio al 8 de agosto de 2019 | 2 de julio al 8 de agosto de 2019 | 2 de julio al 8 de agosto de 2019 |  |                | 14 de agosto al 25 de septiembre de 2019 | 14 de agosto al 25 de septiembre de 2019 | 14 de agosto al 25 de septiembre de 2019 | 14 de agosto al 25 de septiembre de 2019 |  |             | 2 al 30 de octubre de 2019 | 2 al 30 de octubre de 2019 | 2 al 30 de octubre de 2019 | 2 al 30 de octubre de 2019 |  |        | 10 y 16 de noviembre de 2019 | 10 y 16 de noviembre de 2019 | 10 y 16 de noviembre de 2019 | 10 y 16 de noviembre de 2019 |  |
|  |                                    |                                    |                                    |                                    |   |                       |                                   |                                   |                                   |                                   |  |                |                                          |                                          |                                          |                                          |  |             |                            |                            |                            |                            |  |        |                              |                              |                              |                              |  |
|  |                                    |                                    |                                    |                                    |   |                       |                                   |                                   |                                   |                                   |  |                |                                          |                                          |                                          |                                          |  |             |                            |                            |                            |                            |  |        |                              |                              |                              |                              |  |
|  | Mushuc Runa                        | Mushuc Runa                        | 2                                  | 4                                  |   |                       |                                   |                                   |                                   |                                   |  |                |                                          |                                          |                                          |                                          |  |             |                            |                            |                            |                            |  |        |                              |                              |                              |                              |  |
|  | Mushuc Runa                        | Mushuc Runa                        | 2                                  | 4                                  |   |                       |                                   |                                   |                                   |                                   |  |                |                                          |                                          |                                          |                                          |  |             |                            |                            |                            |                            |  |        |                              |                              |                              |                              |  |
|  | Manta                              | Manta                              | 0                                  | 0                                  |   |                       |                                   |                                   |                                   |                                   |  |                |                                          |                                          |                                          |                                          |  |             |                            |                            |                            |                            |  |        |                              |                              |                              |                              |  |
|  | Manta                              | Manta                              | 0                                  | 0                                  |   | Mushuc Runa           | Mushuc Runa                       | 0                                 | 1                                 |                                   |  |                |                                          |                                          |                                          |                                          |  |             |                            |                            |                            |                            |  |        |                              |                              |                              |                              |  |
|  |                                    |                                    |                                    |                                    |   | Mushuc Runa           | Mushuc Runa                       | 0                                 | 1                                 |                                   |  |                |                                          |                                          |                                          |                                          |  |             |                            |                            |                            |                            |  |        |                              |                              |                              |                              |  |
|  |                                    |                                    | Delfín                             | Delfín                             | 2 | 0                     |                                   |                                   |                                   |                                   |  |                |                                          |                                          |                                          |                                          |  |             |                            |                            |                            |                            |  |        |                              |                              |                              |                              |  |
|  | Delfín                             | Delfín                             | Delfín                             | Delfín                             | 2 | 0                     | 2                                 | 0                                 |                                   |                                   |  |                |                                          |                                          |                                          |                                          |  |             |                            |                            |                            |                            |  |        |                              |                              |                              |                              |  |
|  | Delfín                             | Delfín                             |                                    |                                    |   |                       |                                   |                                   |                                   |                                   |  |                |                                          |                                          |                                          |                                          |  |             |                            |                            |                            |                            |  |        |                              |                              |                              |                              |  |
|  | Insutec                            | Insutec                            | 1                                  | 0                                  |   |                       |                                   |                                   |                                   |                                   |  |                |                                          |                                          |                                          |                                          |  |             |                            |                            |                            |                            |  |        |                              |                              |                              |                              |  |
|  | Insutec                            | Insutec                            | 1                                  | 0                                  |   |                       |                                   |                                   |                                   |                                   |  | Delfín         | Delfín                                   | 3                                        | 1                                        |                                          |  |             |                            |                            |                            |                            |  |        |                              |                              |                              |                              |  |
|  |                                    |                                    |                                    |                                    |   |                       |                                   |                                   |                                   |                                   |  | Delfín         | Delfín                                   | 3                                        | 1                                        |                                          |  |             |                            |                            |                            |                            |  |        |                              |                              |                              |                              |  |
|  |                                    |                                    | Independiente Juniors              | Independiente Juniors              | 2 | 0                     |                                   |                                   |                                   |                                   |  |                |                                          |                                          |                                          |                                          |  |             |                            |                            |                            |                            |  |        |                              |                              |                              |                              |  |
|  | Deportivo Cuenca                   | Deportivo Cuenca                   | Independiente Juniors              | Independiente Juniors              | 2 | 0                     | 1                                 | 1                                 |                                   |                                   |  |                |                                          |                                          |                                          |                                          |  |             |                            |                            |                            |                            |  |        |                              |                              |                              |                              |  |
|  | Deportivo Cuenca                   | Deportivo Cuenca                   |                                    |                                    |   |                       |                                   |                                   |                                   |                                   |  |                |                                          |                                          |                                          |                                          |  |             |                            |                            |                            |                            |  |        |                              |                              |                              |                              |  |
|  | Gualaceo                           | Gualaceo                           | 0                                  | 0                                  |   |                       |                                   |                                   |                                   |                                   |  |                |                                          |                                          |                                          |                                          |  |             |                            |                            |                            |                            |  |        |                              |                              |                              |                              |  |
|  | Gualaceo                           | Gualaceo                           | 0                                  | 0                                  |   | Deportivo Cuenca      | Deportivo Cuenca                  | 1                                 | 1 (2)                             |                                   |  |                |                                          |                                          |                                          |                                          |  |             |                            |                            |                            |                            |  |        |                              |                              |                              |                              |  |
|  |                                    |                                    |                                    |                                    |   | Deportivo Cuenca      | Deportivo Cuenca                  | 1                                 | 1 (2)                             |                                   |  |                |                                          |                                          |                                          |                                          |  |             |                            |                            |                            |                            |  |        |                              |                              |                              |                              |  |
|  |                                    |                                    | Independiente Juniors              | Independiente Juniors              | 1 | 1 (3)                 |                                   |                                   |                                   |                                   |  |                |                                          |                                          |                                          |                                          |  |             |                            |                            |                            |                            |  |        |                              |                              |                              |                              |  |
|  | Universidad Católica               | Universidad Católica               | Independiente Juniors              | Independiente Juniors              | 1 | 1 (3)                 | 0                                 | 1                                 |                                   |                                   |  |                |                                          |                                          |                                          |                                          |  |             |                            |                            |                            |                            |  |        |                              |                              |                              |                              |  |
|  | Universidad Católica               | Universidad Católica               |                                    |                                    |   |                       |                                   |                                   |                                   |                                   |  |                |                                          |                                          |                                          |                                          |  |             |                            |                            |                            |                            |  |        |                              |                              |                              |                              |  |
|  | Independiente Juniors              | Independiente Juniors              | 2                                  | 1                                  |   |                       |                                   |                                   |                                   |                                   |  |                |                                          |                                          |                                          |                                          |  |             |                            |                            |                            |                            |  |        |                              |                              |                              |                              |  |
|  | Independiente Juniors              | Independiente Juniors              | 2                                  | 1                                  |   |                       |                                   |                                   |                                   |                                   |  |                |                                          |                                          |                                          |                                          |  | Delfín (v.) | Delfín (v.)                | 1                          | 3                          |                            |  |        |                              |                              |                              |                              |  |
|  |                                    |                                    |                                    |                                    |   |                       |                                   |                                   |                                   |                                   |  |                |                                          |                                          |                                          |                                          |  | Delfín (v.) | Delfín (v.)                | 1                          | 3                          |                            |  |        |                              |                              |                              |                              |  |
|  |                                    |                                    | Barcelona                          | Barcelona                          | 4 | 0                     |                                   |                                   |                                   |                                   |  |                |                                          |                                          |                                          |                                          |  |             |                            |                            |                            |                            |  |        |                              |                              |                              |                              |  |
|  | Fuerza Amarilla                    | Fuerza Amarilla                    | Barcelona                          | Barcelona                          | 4 | 0                     | 0                                 | 1                                 |                                   |                                   |  |                |                                          |                                          |                                          |                                          |  |             |                            |                            |                            |                            |  |        |                              |                              |                              |                              |  |
|  | Fuerza Amarilla                    | Fuerza Amarilla                    |                                    |                                    |   |                       |                                   |                                   |                                   |                                   |  |                |                                          |                                          |                                          |                                          |  |             |                            |                            |                            |                            |  |        |                              |                              |                              |                              |  |
|  | Santa Rita                         | Santa Rita                         | 1                                  | 3                                  |   |                       |                                   |                                   |                                   |                                   |  |                |                                          |                                          |                                          |                                          |  |             |                            |                            |                            |                            |  |        |                              |                              |                              |                              |  |
|  | Santa Rita                         | Santa Rita                         | 1                                  | 3                                  |   | Santa Rita            | Santa Rita                        | 0                                 | 2                                 |                                   |  |                |                                          |                                          |                                          |                                          |  |             |                            |                            |                            |                            |  |        |                              |                              |                              |                              |  |
|  |                                    |                                    |                                    |                                    |   | Santa Rita            | Santa Rita                        | 0                                 | 2                                 |                                   |  |                |                                          |                                          |                                          |                                          |  |             |                            |                            |                            |                            |  |        |                              |                              |                              |                              |  |
|  |                                    |                                    | Barcelona (v.)                     | Barcelona (v.)                     | 1 | 1                     |                                   |                                   |                                   |                                   |  |                |                                          |                                          |                                          |                                          |  |             |                            |                            |                            |                            |  |        |                              |                              |                              |                              |  |
|  | Barcelona                          | Barcelona                          | Barcelona (v.)                     | Barcelona (v.)                     | 1 | 1                     | 1                                 | 2                                 |                                   |                                   |  |                |                                          |                                          |                                          |                                          |  |             |                            |                            |                            |                            |  |        |                              |                              |                              |                              |  |
|  | Barcelona                          | Barcelona                          |                                    |                                    |   |                       |                                   |                                   |                                   |                                   |  |                |                                          |                                          |                                          |                                          |  |             |                            |                            |                            |                            |  |        |                              |                              |                              |                              |  |
|  | Mineros                            | Mineros                            | 1                                  | 0                                  |   |                       |                                   |                                   |                                   |                                   |  |                |                                          |                                          |                                          |                                          |  |             |                            |                            |                            |                            |  |        |                              |                              |                              |                              |  |
|  | Mineros                            | Mineros                            | 1                                  | 0                                  |   |                       |                                   |                                   |                                   |                                   |  | Barcelona (v.) | Barcelona (v.)                           | 1                                        | 0                                        |                                          |  |             |                            |                            |                            |                            |  |        |                              |                              |                              |                              |  |
|  |                                    |                                    |                                    |                                    |   |                       |                                   |                                   |                                   |                                   |  | Barcelona (v.) | Barcelona (v.)                           | 1                                        | 0                                        |                                          |  |             |                            |                            |                            |                            |  |        |                              |                              |                              |                              |  |
|  |                                    |                                    | El Nacional                        | El Nacional                        | 1 | 0                     |                                   |                                   |                                   |                                   |  |                |                                          |                                          |                                          |                                          |  |             |                            |                            |                            |                            |  |        |                              |                              |                              |                              |  |
|  | El Nacional                        | El Nacional                        | El Nacional                        | El Nacional                        | 1 | 0                     | 1                                 | 4                                 |                                   |                                   |  |                |                                          |                                          |                                          |                                          |  |             |                            |                            |                            |                            |  |        |                              |                              |                              |                              |  |
|  | El Nacional                        | El Nacional                        |                                    |                                    |   |                       |                                   |                                   |                                   |                                   |  |                |                                          |                                          |                                          |                                          |  |             |                            |                            |                            |                            |  |        |                              |                              |                              |                              |  |
|  | Anaconda                           | Anaconda                           | 1                                  | 0                                  |   |                       |                                   |                                   |                                   |                                   |  |                |                                          |                                          |                                          |                                          |  |             |                            |                            |                            |                            |  |        |                              |                              |                              |                              |  |
|  | Anaconda                           | Anaconda                           | 1                                  | 0                                  |   | El Nacional (v.)      | El Nacional (v.)                  | 1                                 | 0                                 |                                   |  |                |                                          |                                          |                                          |                                          |  |             |                            |                            |                            |                            |  |        |                              |                              |                              |                              |  |
|  |                                    |                                    |                                    |                                    |   | El Nacional (v.)      | El Nacional (v.)                  | 1                                 | 0                                 |                                   |  |                |                                          |                                          |                                          |                                          |  |             |                            |                            |                            |                            |  |        |                              |                              |                              |                              |  |
|  |                                    |                                    | Orense                             | Orense                             | 1 | 0                     |                                   |                                   |                                   |                                   |  |                |                                          |                                          |                                          |                                          |  |             |                            |                            |                            |                            |  |        |                              |                              |                              |                              |  |
|  | Orense (v.)                        | Orense (v.)                        | Orense                             | Orense                             | 1 | 0                     | 1                                 | 0                                 |                                   |                                   |  |                |                                          |                                          |                                          |                                          |  |             |                            |                            |                            |                            |  |        |                              |                              |                              |                              |  |
|  | Orense (v.)                        | Orense (v.)                        |                                    |                                    |   |                       |                                   |                                   |                                   |                                   |  |                |                                          |                                          |                                          |                                          |  |             |                            |                            |                            |                            |  |        |                              |                              |                              |                              |  |
|  | Independiente del Valle            | Independiente del Valle            | 1                                  | 0                                  |   |                       |                                   |                                   |                                   |                                   |  |                |                                          |                                          |                                          |                                          |  |             |                            |                            |                            |                            |  |        |                              |                              |                              |                              |  |
|  | Independiente del Valle            | Independiente del Valle            | 1                                  | 0                                  |   |                       |                                   |                                   |                                   |                                   |  |                |                                          |                                          |                                          |                                          |  |             |                            |                            |                            |                            |  | Delfín | Delfín                       | 0                            | 3                            |                              |  |
|  |                                    |                                    |                                    |                                    |   |                       |                                   |                                   |                                   |                                   |  |                |                                          |                                          |                                          |                                          |  |             |                            |                            |                            |                            |  | Delfín | Delfín                       | 0                            | 3                            |                              |  |
|  |                                    |                                    | Liga de Quito (v.)                 | Liga de Quito (v.)                 | 2 | 1                     |                                   |                                   |                                   |                                   |  |                |                                          |                                          |                                          |                                          |  |             |                            |                            |                            |                            |  |        |                              |                              |                              |                              |  |
|  | Atlético Santo Domingo             | Atlético Santo Domingo             | Liga de Quito (v.)                 | Liga de Quito (v.)                 | 2 | 1                     | 0                                 | 0                                 |                                   |                                   |  |                |                                          |                                          |                                          |                                          |  |             |                            |                            |                            |                            |  |        |                              |                              |                              |                              |  |
|  | Atlético Santo Domingo             | Atlético Santo Domingo             |                                    |                                    |   |                       |                                   |                                   |                                   |                                   |  |                |                                          |                                          |                                          |                                          |  |             |                            |                            |                            |                            |  |        |                              |                              |                              |                              |  |
|  | Emelec                             | Emelec                             | 2                                  | 2                                  |   |                       |                                   |                                   |                                   |                                   |  |                |                                          |                                          |                                          |                                          |  |             |                            |                            |                            |                            |  |        |                              |                              |                              |                              |  |
|  | Emelec                             | Emelec                             | 2                                  | 2                                  |   | Emelec                | Emelec                            | 2                                 | 2                                 |                                   |  |                |                                          |                                          |                                          |                                          |  |             |                            |                            |                            |                            |  |        |                              |                              |                              |                              |  |
|  |                                    |                                    |                                    |                                    |   | Emelec                | Emelec                            | 2                                 | 2                                 |                                   |  |                |                                          |                                          |                                          |                                          |  |             |                            |                            |                            |                            |  |        |                              |                              |                              |                              |  |
|  |                                    |                                    | América de Quito                   | América de Quito                   | 0 | 2                     |                                   |                                   |                                   |                                   |  |                |                                          |                                          |                                          |                                          |  |             |                            |                            |                            |                            |  |        |                              |                              |                              |                              |  |
|  | Liga de Portoviejo                 | Liga de Portoviejo                 | América de Quito                   | América de Quito                   | 0 | 2                     | 0                                 | 2                                 |                                   |                                   |  |                |                                          |                                          |                                          |                                          |  |             |                            |                            |                            |                            |  |        |                              |                              |                              |                              |  |
|  | Liga de Portoviejo                 | Liga de Portoviejo                 |                                    |                                    |   |                       |                                   |                                   |                                   |                                   |  |                |                                          |                                          |                                          |                                          |  |             |                            |                            |                            |                            |  |        |                              |                              |                              |                              |  |
|  | América de Quito                   | América de Quito                   | 4                                  | 2                                  |   |                       |                                   |                                   |                                   |                                   |  |                |                                          |                                          |                                          |                                          |  |             |                            |                            |                            |                            |  |        |                              |                              |                              |                              |  |
|  | América de Quito                   | América de Quito                   | 4                                  | 2                                  |   |                       |                                   |                                   |                                   |                                   |  | Emelec         | Emelec                                   | 0                                        | 2                                        |                                          |  |             |                            |                            |                            |                            |  |        |                              |                              |                              |                              |  |
|  |                                    |                                    |                                    |                                    |   |                       |                                   |                                   |                                   |                                   |  | Emelec         | Emelec                                   | 0                                        | 2                                        |                                          |  |             |                            |                            |                            |                            |  |        |                              |                              |                              |                              |  |
|  |                                    |                                    | Técnico Universitario              | Técnico Universitario              | 1 | 0                     |                                   |                                   |                                   |                                   |  |                |                                          |                                          |                                          |                                          |  |             |                            |                            |                            |                            |  |        |                              |                              |                              |                              |  |
|  | Liga de Loja                       | Liga de Loja                       | Técnico Universitario              | Técnico Universitario              | 1 | 0                     | 0                                 | 1                                 |                                   |                                   |  |                |                                          |                                          |                                          |                                          |  |             |                            |                            |                            |                            |  |        |                              |                              |                              |                              |  |
|  | Liga de Loja                       | Liga de Loja                       |                                    |                                    |   |                       |                                   |                                   |                                   |                                   |  |                |                                          |                                          |                                          |                                          |  |             |                            |                            |                            |                            |  |        |                              |                              |                              |                              |  |
|  | Técnico Universitario              | Técnico Universitario              | 3                                  | 2                                  |   |                       |                                   |                                   |                                   |                                   |  |                |                                          |                                          |                                          |                                          |  |             |                            |                            |                            |                            |  |        |                              |                              |                              |                              |  |
|  | Técnico Universitario              | Técnico Universitario              | 3                                  | 2                                  |   | Técnico Universitario | Técnico Universitario             | 1                                 | 2                                 |                                   |  |                |                                          |                                          |                                          |                                          |  |             |                            |                            |                            |                            |  |        |                              |                              |                              |                              |  |
|  |                                    |                                    |                                    |                                    |   | Técnico Universitario | Técnico Universitario             | 1                                 | 2                                 |                                   |  |                |                                          |                                          |                                          |                                          |  |             |                            |                            |                            |                            |  |        |                              |                              |                              |                              |  |
|  |                                    |                                    | Macará                             | Macará                             | 2 | 0                     |                                   |                                   |                                   |                                   |  |                |                                          |                                          |                                          |                                          |  |             |                            |                            |                            |                            |  |        |                              |                              |                              |                              |  |
|  | Macará                             | Macará                             | Macará                             | Macará                             | 2 | 0                     | 2                                 | 3                                 |                                   |                                   |  |                |                                          |                                          |                                          |                                          |  |             |                            |                            |                            |                            |  |        |                              |                              |                              |                              |  |
|  | Macará                             | Macará                             |                                    |                                    |   |                       |                                   |                                   |                                   |                                   |  |                |                                          |                                          |                                          |                                          |  |             |                            |                            |                            |                            |  |        |                              |                              |                              |                              |  |
|  | Atlético Porteño                   | Atlético Porteño                   | 1                                  | 1                                  |   |                       |                                   |                                   |                                   |                                   |  |                |                                          |                                          |                                          |                                          |  |             |                            |                            |                            |                            |  |        |                              |                              |                              |                              |  |
|  | Atlético Porteño                   | Atlético Porteño                   | 1                                  | 1                                  |   |                       |                                   |                                   |                                   |                                   |  |                |                                          |                                          |                                          |                                          |  | Emelec      | Emelec                     | 0                          | 2 (4)                      |                            |  |        |                              |                              |                              |                              |  |
|  |                                    |                                    |                                    |                                    |   |                       |                                   |                                   |                                   |                                   |  |                |                                          |                                          |                                          |                                          |  | Emelec      | Emelec                     | 0                          | 2 (4)                      |                            |  |        |                              |                              |                              |                              |  |
|  |                                    |                                    | Liga de Quito                      | Liga de Quito                      | 2 | 0 (5)                 |                                   |                                   |                                   |                                   |  |                |                                          |                                          |                                          |                                          |  |             |                            |                            |                            |                            |  |        |                              |                              |                              |                              |  |
|  | Gloria                             | Gloria                             | Liga de Quito                      | Liga de Quito                      | 2 | 0 (5)                 | 0                                 | 0                                 |                                   |                                   |  |                |                                          |                                          |                                          |                                          |  |             |                            |                            |                            |                            |  |        |                              |                              |                              |                              |  |
|  | Gloria                             | Gloria                             |                                    |                                    |   |                       |                                   |                                   |                                   |                                   |  |                |                                          |                                          |                                          |                                          |  |             |                            |                            |                            |                            |  |        |                              |                              |                              |                              |  |
|  | Liga de Quito                      | Liga de Quito                      | 5                                  | 0                                  |   |                       |                                   |                                   |                                   |                                   |  |                |                                          |                                          |                                          |                                          |  |             |                            |                            |                            |                            |  |        |                              |                              |                              |                              |  |
|  | Liga de Quito                      | Liga de Quito                      | 5                                  | 0                                  |   | Liga de Quito         | Liga de Quito                     | 0                                 | 5                                 |                                   |  |                |                                          |                                          |                                          |                                          |  |             |                            |                            |                            |                            |  |        |                              |                              |                              |                              |  |
|  |                                    |                                    |                                    |                                    |   | Liga de Quito         | Liga de Quito                     | 0                                 | 5                                 |                                   |  |                |                                          |                                          |                                          |                                          |  |             |                            |                            |                            |                            |  |        |                              |                              |                              |                              |  |
|  |                                    |                                    | Alianza                            | Alianza                            | 0 | 1                     |                                   |                                   |                                   |                                   |  |                |                                          |                                          |                                          |                                          |  |             |                            |                            |                            |                            |  |        |                              |                              |                              |                              |  |
|  | Alianza                            | Alianza                            | Alianza                            | Alianza                            | 0 | 1                     | 0                                 | 3                                 |                                   |                                   |  |                |                                          |                                          |                                          |                                          |  |             |                            |                            |                            |                            |  |        |                              |                              |                              |                              |  |
|  | Alianza                            | Alianza                            |                                    |                                    |   |                       |                                   |                                   |                                   |                                   |  |                |                                          |                                          |                                          |                                          |  |             |                            |                            |                            |                            |  |        |                              |                              |                              |                              |  |
|  | Olmedo                             | Olmedo                             | 1                                  | 1                                  |   |                       |                                   |                                   |                                   |                                   |  |                |                                          |                                          |                                          |                                          |  |             |                            |                            |                            |                            |  |        |                              |                              |                              |                              |  |
|  | Olmedo                             | Olmedo                             | 1                                  | 1                                  |   |                       |                                   |                                   |                                   |                                   |  | Liga de Quito  | Liga de Quito                            | 0                                        | 0 (4)                                    |                                          |  |             |                            |                            |                            |                            |  |        |                              |                              |                              |                              |  |
|  |                                    |                                    |                                    |                                    |   |                       |                                   |                                   |                                   |                                   |  | Liga de Quito  | Liga de Quito                            | 0                                        | 0 (4)                                    |                                          |  |             |                            |                            |                            |                            |  |        |                              |                              |                              |                              |  |
|  |                                    |                                    | Aucas                              | Aucas                              | 0 | 0 (2)                 |                                   |                                   |                                   |                                   |  |                |                                          |                                          |                                          |                                          |  |             |                            |                            |                            |                            |  |        |                              |                              |                              |                              |  |
|  | Toreros                            | Toreros                            | Aucas                              | Aucas                              | 0 | 0 (2)                 | 0                                 | 0                                 |                                   |                                   |  |                |                                          |                                          |                                          |                                          |  |             |                            |                            |                            |                            |  |        |                              |                              |                              |                              |  |
|  | Toreros                            | Toreros                            |                                    |                                    |   |                       |                                   |                                   |                                   |                                   |  |                |                                          |                                          |                                          |                                          |  |             |                            |                            |                            |                            |  |        |                              |                              |                              |                              |  |
|  | Aucas                              | Aucas                              | 2                                  | 2                                  |   |                       |                                   |                                   |                                   |                                   |  |                |                                          |                                          |                                          |                                          |  |             |                            |                            |                            |                            |  |        |                              |                              |                              |                              |  |
|  | Aucas                              | Aucas                              | 2                                  | 2                                  |   | Aucas                 | Aucas                             | 0                                 | 0 (5)                             |                                   |  |                |                                          |                                          |                                          |                                          |  |             |                            |                            |                            |                            |  |        |                              |                              |                              |                              |  |
|  |                                    |                                    |                                    |                                    |   | Aucas                 | Aucas                             | 0                                 | 0 (5)                             |                                   |  |                |                                          |                                          |                                          |                                          |  |             |                            |                            |                            |                            |  |        |                              |                              |                              |                              |  |
|  |                                    |                                    | Guayaquil City                     | Guayaquil City                     | 0 | 0 (4)                 |                                   |                                   |                                   |                                   |  |                |                                          |                                          |                                          |                                          |  |             |                            |                            |                            |                            |  |        |                              |                              |                              |                              |  |
|  | Clan Juvenil                       | Clan Juvenil                       | Guayaquil City                     | Guayaquil City                     | 0 | 0 (4)                 | 1                                 | 2                                 |                                   |                                   |  |                |                                          |                                          |                                          |                                          |  |             |                            |                            |                            |                            |  |        |                              |                              |                              |                              |  |
|  | Clan Juvenil                       | Clan Juvenil                       |                                    |                                    |   |                       |                                   |                                   |                                   |                                   |  |                |                                          |                                          |                                          |                                          |  |             |                            |                            |                            |                            |  |        |                              |                              |                              |                              |  |
|  | Guayaquil City                     | Guayaquil City                     | 6                                  | 1                                  |   |                       |                                   |                                   |                                   |                                   |  |                |                                          |                                          |                                          |                                          |  |             |                            |                            |                            |                            |  |        |                              |                              |                              |                              |  |
|  | Guayaquil City                     | Guayaquil City                     | 6                                  | 1                                  |   |                       |                                   |                                   |                                   |                                   |  |                |                                          |                                          |                                          |                                          |  |             |                            |                            |                            |                            |  |        |                              |                              |                              |                              |  |
|  |                                    |                                    |                                    |                                    |   |                       |                                   |                                   |                                   |                                   |  |                |                                          |                                          |                                          |                                          |  |             |                            |                            |                            |                            |  |        |                              |                              |                              |                              |  |

- Nota : El equipo ubicado en la primera línea de cada llave es el que ejerció la localía en el partido de vuelta.

### Dieciseisavos de final
Esta fase la disputaron los 16 equipos de Serie A, los 10 de Serie B y los 6 equipos clasificados de la segunda fase. Se enfrentaron entre el 24 de abril y 19 de junio de 2019, clasificaron 16 equipos a los octavos de final.
| Fechas                           | Local en la ida         | Global | Local en la vuelta     | Ida   | Vuelta | Llave |
| -------------------------------- | ----------------------- | ------ | ---------------------- | ----- | ------ | ----- |
| 1 y 15 de mayo de 2019           | Liga de Quito           | 5 - 0  | Gloria                 | 5 - 0 | 0 - 0  | A     |
| 24 de abril y 16 de mayo de 2019 | Mineros                 | 1 - 3  | Barcelona              | 1 - 1 | 0 - 2  | B     |
| 7 y 28 de mayo de 2019           | Olmedo                  | 2 - 3  | Alianza                | 1 - 0 | 1 - 3  | C     |
| 2 y 29 de mayo de 2019           | Santa Rita              | 4 - 1  | Fuerza Amarilla        | 1 - 0 | 3 - 1  | D     |
| 25 de abril y 16 de mayo de 2019 | Guayaquil City          | 7 - 3  | Clan Juvenil           | 6 - 1 | 1 - 2  | E     |
| 30 de abril y 28 de mayo de 2019 | Anaconda                | 1 - 5  | El Nacional            | 1 - 1 | 0 - 4  | F     |
| 24 de abril y 29 de mayo de 2019 | Aucas                   | 4 - 0  | Toreros                | 2 - 0 | 2 - 0  | G     |
| 30 de abril y 14 de mayo de 2019 | Independiente del Valle | 1 - 1  | Orense (v.)            | 1 - 1 | 0 - 0  | H     |
| 25 de abril y 15 de mayo de 2019 | Atlético Porteño        | 2 - 5  | Macará                 | 1 - 2 | 1 - 3  | I     |
| 7 de mayo y 19 de junio de 2019  | Independiente Juniors   | 3 - 1  | Universidad Católica   | 2 - 0 | 1 - 1  | J     |
| 9 y 30 de mayo de 2019           | Técnico Universitario   | 5 - 1  | Liga de Loja           | 3 - 0 | 2 - 1  | K     |
| 2 y 14 de mayo de 2019           | Gualaceo                | 0 - 2  | Deportivo Cuenca       | 0 - 1 | 0 - 1  | L     |
| 24 de abril y 29 de mayo de 2019 | América de Quito        | 6 - 2  | Liga de Portoviejo     | 4 - 0 | 2 - 2  | M     |
| 8 y 22 de mayo de 2019           | Manta                   | 0 - 6  | Mushuc Runa            | 0 - 2 | 0 - 4  | N     |
| 1 y 15 de mayo de 2019           | Emelec                  | 4 - 0  | Atlético Santo Domingo | 2 - 0 | 2 - 0  | O     |
| 24 de abril y 22 de mayo de 2019 | Insutec                 | 1 - 2  | Delfín                 | 1 - 2 | 0 - 0  | P     |

### Octavos de final
Esta fase la disputaron los 16 equipos clasificados de los dieciseisavos de final. Se enfrentaron entre el 2 de julio y 8 de agosto de 2019 y clasificaron 8 equipos a los cuartos de final.
| Fechas                            | Local en la ida       | Global         | Local en la vuelta    | Ida   | Vuelta | Llave |
| --------------------------------- | --------------------- | -------------- | --------------------- | ----- | ------ | ----- |
| 16 de julio y 8 de agosto de 2019 | Alianza               | 1 - 5          | Liga de Quito         | 0 - 0 | 1 - 5  | A     |
| 4 y 30 de julio de 2019           | Guayaquil City        | 0 - 0 (4:5 p.) | Aucas                 | 0 - 0 | 0 - 0  | B     |
| 17 y 31 de julio de 2019          | Macará                | 2 - 3          | Técnico Universitario | 2 - 1 | 0 - 2  | C     |
| 10 de julio y 7 de agosto de 2019 | América de Quito      | 2 - 4          | Emelec                | 0 - 2 | 2 - 2  | D     |
| 10 y 31 de julio de 2019          | (v.) Barcelona        | 2 - 2          | Santa Rita            | 1 - 0 | 1 - 2  | E     |
| 2 y 24 de julio de 2019           | Orense                | 1 - 1          | El Nacional (v.)      | 1 - 1 | 0 - 0  | F     |
| 9 y 24 de julio de 2019           | Independiente Juniors | 2 - 2 (3:2 p.) | Deportivo Cuenca      | 1 - 1 | 1 - 1  | G     |
| 3 y 23 de julio de 2019           | Delfín                | 2 - 1          | Mushuc Runa           | 2 - 0 | 0 - 1  | H     |

### Cuartos de final
Esta fase la disputaron los 8 equipos clasificados de los octavos de final. Se enfrentaron entre el 14 de agosto y el 25 de septiembre de 2019 y clasificaron 4 equipos a las semifinales.
| Fechas                                  | Local en la ida       | Global         | Local en la vuelta | Ida   | Vuelta | Llave |
| --------------------------------------- | --------------------- | -------------- | ------------------ | ----- | ------ | ----- |
| 8 y 18 de septiembre de 2019            | Aucas                 | 0 - 0 (2:4 p.) | Liga de Quito      | 0 - 0 | 0 - 0  | A     |
| 28 de agosto y 24 de septiembre de 2019 | Técnico Universitario | 1 - 2          | Emelec             | 1 - 0 | 0 - 2  | B     |
| 21 de agosto y 25 de septiembre de 2019 | El Nacional           | 1 - 1          | Barcelona (v.)     | 1 - 1 | 0 - 0  | C     |
| 14 de agosto y 24 de septiembre de 2019 | Independiente Juniors | 2 - 4          | Delfín             | 2 - 3 | 0 - 1  | D     |

### Semifinales
Esta fase la disputaron los 4 equipos clasificados de los cuartos de final. Se enfrentaron entre el 2 y 30 de octubre de 2019 y clasificaron 2 equipos a la final.
| Fechas                     | Local en la ida | Global         | Local en la vuelta | Ida   | Vuelta | Llave |
| -------------------------- | --------------- | -------------- | ------------------ | ----- | ------ | ----- |
| 23 y 30 de octubre de 2019 | Liga de Quito   | 2 - 2 (5:4 p.) | Emelec             | 2 - 0 | 0 - 2  | A     |
| 2 y 30 de octubre de 2019  | Barcelona       | 4 - 4          | Delfín (v.)        | 4 - 1 | 0 - 3  | B     |

### Final
La final la disputaron los 2 equipos clasificados de las semifinales. Se enfrentaron el 10 y 16 de noviembre de 2019 y el ganador se consagró campeón y clasificó como Ecuador 4 a la Copa Sudamericana 2020.
| Fechas                       | Local en la ida    | Global | Local en la vuelta | Ida   | Vuelta | Llave |
| ---------------------------- | ------------------ | ------ | ------------------ | ----- | ------ | ----- |
| 10 y 16 de noviembre de 2019 | (v.) Liga de Quito | 3 - 3  | Delfín             | 2 - 0 | 1 - 3  | A     |

|                                                  |
|                                                  |
| Campeón Liga Deportiva Universitaria 1.er título |

## Estadísticas

### Clasificación general
| Equipo | Equipo                  | Pts. | PJ | PG | PE | PP | GF | GC | Dif. | GV |
| ------ | ----------------------- | ---- | -- | -- | -- | -- | -- | -- | ---- | -- |
| 1.     | Liga de Quito (C)       | 16   | 10 | 4  | 4  | 2  | 15 | 6  | 9    | 1  |
| 2.     | Delfín S. C.            | 19   | 10 | 6  | 1  | 3  | 15 | 11 | 4    | 6  |
| 3.     | C. S. Emelec            | 16   | 8  | 5  | 1  | 2  | 12 | 5  | 7    | 4  |
| 4.     | Barcelona S. C.         | 12   | 8  | 3  | 3  | 2  | 10 | 8  | 2    | 3  |
| 5.     | Técnico Universitario   | 12   | 6  | 4  | 0  | 2  | 9  | 5  | 4    | 3  |
| 6.     | Aucas                   | 10   | 6  | 2  | 4  | 0  | 4  | 0  | 4    | 2  |
| 7.     | El Nacional             | 8    | 6  | 1  | 5  | 0  | 7  | 3  | 4    | 2  |
| 8.     | Independiente Juniors   | 6    | 6  | 1  | 3  | 2  | 7  | 7  | 0    | 3  |
| 9.     | Alianza                 | 16   | 8  | 5  | 1  | 2  | 15 | 9  | 6    | 8  |
| 10.    | Mushuc Runa             | 9    | 4  | 3  | 0  | 1  | 7  | 2  | 5    | 2  |
| 11.    | Santa Rita              | 9    | 4  | 3  | 0  | 1  | 6  | 3  | 3    | 3  |
| 12.    | Macará                  | 9    | 4  | 3  | 0  | 1  | 7  | 5  | 2    | 2  |
| 13.    | Deportivo Cuenca        | 8    | 4  | 2  | 2  | 0  | 4  | 2  | 2    | 2  |
| 14.    | Guayaquil City          | 5    | 4  | 1  | 2  | 1  | 7  | 3  | 4    | 1  |
| 15.    | América                 | 5    | 4  | 1  | 2  | 1  | 8  | 6  | 2    | 2  |
| 16.    | Orense S. C.            | 4    | 4  | 0  | 4  | 0  | 2  | 2  | 0    | 1  |
| 17.    | Insutec                 | 13   | 6  | 4  | 1  | 1  | 12 | 7  | 5    | 5  |
| 18.    | Gloria                  | 10   | 6  | 3  | 1  | 2  | 15 | 10 | 5    | 10 |
| 19.    | Anaconda F. C.          | 10   | 6  | 3  | 1  | 2  | 8  | 9  | -1   | 2  |
| 20.    | Toreros F. C.           | 10   | 6  | 3  | 1  | 2  | 3  | 4  | -1   | 1  |
| 21.    | Mineros                 | 8    | 6  | 2  | 2  | 2  | 6  | 6  | 0    | 2  |
| 22.    | Olmedo                  | 3    | 2  | 1  | 0  | 1  | 2  | 3  | -1   | 1  |
| 23.    | Clan Juvenil            | 3    | 2  | 1  | 0  | 1  | 3  | 7  | -4   | 1  |
| 24.    | Independiente del Valle | 2    | 2  | 0  | 2  | 0  | 1  | 1  | 0    | 0  |
| 25.    | Universidad Católica    | 1    | 2  | 0  | 1  | 1  | 1  | 3  | -2   | 0  |
| 26.    | Liga de Portoviejo      | 1    | 2  | 0  | 1  | 1  | 2  | 6  | -4   | 0  |
| 27.    | Gualaceo S. C.          | 0    | 2  | 0  | 0  | 2  | 0  | 2  | -2   | 0  |
| 28.    | Atlético Porteño        | 0    | 2  | 0  | 0  | 2  | 2  | 5  | -3   | 1  |
| 29.    | Fuerza Amarilla         | 0    | 2  | 0  | 0  | 2  | 1  | 4  | -3   | 0  |
| 30.    | Liga de Loja            | 0    | 2  | 0  | 0  | 2  | 1  | 5  | -4   | 0  |
| 31.    | Atlético Santo Domingo  | 0    | 2  | 0  | 0  | 2  | 0  | 4  | -4   | 0  |
| 32.    | Manta F. C.             | 0    | 2  | 0  | 0  | 2  | 0  | 6  | -6   | 0  |

### Máximos goleadores
|    | Jugador          | Equipo                |   | PJ |
| -- | ---------------- | --------------------- | - | -- |
| 1. | Jefferson Najera | Gloria                | 5 | 6  |
| 2. | Carlos Garcés    | Delfín                | 5 | 9  |
| 3. | Alexis Domínguez | Independiente Juniors | 4 | 5  |
| 4. | César Vallejo    | Atlético Portoviejo   | 4 | 4  |
| 5. | David Navarrete  | Alianza               | 4 | 5  |
| 6. | Jorge Guanín     | Insutec               | 4 | 5  |
| 7. | Rodrigo Aguirre  | Liga de Quito         | 4 | 7  |
| 8. | Jacson Pita      | Deportivo Cuenca      | 3 | 3  |
| 9. | Víctor Palacio   | Gloria                | 3 | 3  |

### Máximos asistentes
|     | Jugador           | Equipo                |   | PJ |
| --- | ----------------- | --------------------- | - | -- |
| 1.  | Jefferson Caicedo | Técnico Universitario | 3 | 4  |
| 2.  | Edwin Calle       | Alianza               | 3 | 8  |
| 3.  | David Navarrete   | Alianza               | 3 | 8  |
| 4.  | Álex George       | Mushuc Runa           | 2 | 1  |
| 5.  | Iván Trelles      | América de Quito      | 2 | 2  |
| 6.  | Roberto Valarezo  | Técnico Universitario | 2 | 2  |
| 7.  | Joao Rojas        | Emelec                | 2 | 2  |
| 8.  | Jordy Caicedo     | El Nacional           | 2 | 3  |
| 9.  | Andrés Chicaiza   | Liga de Quito         | 2 | 3  |
| 10. | Edison Preciado   | Deportivo Cuenca      | 2 | 4  |